# بيتر فيسل زابفه
بيتر فيسل زابفه 18 ديسمبر 1899 - 12 أكتوبر 1990 (بالنرويجية: Peter Wessel Zapffe) هو كاتب وفيلسوف نرويجي و هو أيضاً رجل قانون ومتسلق جبال؛ غالبًا ما يشتهر برؤيته المتشائمة للوجود البشري؛ أفكاره الفلسفية تتماشى مع أعمال الكاتب الفيلسوف الألماني آرثر شوبنهاور، الذي استلهم منه العديد من أفكاره وتأثر بدعوته لرفض الإنجاب؛ يتم عرض أفكاره المتعلقة بخطأ ومفارقة حياة الإنسان في مقال المسيح الأخير الذي قام تأليفه في عام 1933، كما أنه قام بتأليف كتابه الشهير «عن المأساوي» "On the tragic" في عام 1941.

## حياته الشخصية
ولد «بيتر فيسل فريتز غوتليب كارل يوهان زابفه» في يوم 18 ديسمبر 1899 في مدينة ترومسو النرويجية من أبوين من النرويج، والده هو «فريتز غوتليب كارل يوهان زابفه» توفي عام 1956 ووالدته هي «غودرون زابفه» توفيت عام 1950 وله أخت واحدة تدعي «سيغه زابفه» توفيت وهي شابة عام 1927 عن عمر يناهز واحد وعشرون عاماً، وربما كان لوفاة أخته المبكرة أثر كبير علي نظرته التشاؤمية إلي الوجود.
يُنظر إلى زابفه على نطاق واسع على أنه «أقرب فيلسوف إيكولوجي في النرويج». كان أول مفكر نرويجي يطور نقدًا فلسفيًا لعلاقة الإنسان بالبيئة. لم يكن زابفه فيلسوفًا فحسب، بل كان أيضًا كاتبًا وناقدًا أدبيًا و رساماً و رجل قانون ومهتماً بالبيئة ومتسلقاً للجبال.
نشأ بيتر وترعرع في بيئة برجوازية نوعًا ما في ترومسو في شمال النرويج. كان والده «فريتز غوتليب زابفه» صيدليًا ومستكشفاً قطبياً كما أنه معروف بأنه صديق مقرب للمستكشف القطبي «رولد أموندسن»؛ شارك فريتز غوتليب زابفه في رحلة رولد أموندسن الاستكشافية إلي القطب الشمالي في عام 1925 كمسعف ومدير تموين، ساعده فيرتز زابفه في حصص الإعاشة وأنواع أخرى من المواد لرحلاته حتى المناطق القطبية.
اتسمت طفولة «بيتر زابفه» بالانضباط الصارم، ومنذ وقت مبكر استيقظ فيه نفور قوي ضد أي نوع من السُلطة والتسلط.
بدأ بيتر، بعد أن ضغط عليه والده، بدراسة القانون في أوسلو في فترة ما بين الحربين (1918-1925).
خلال دراسته الجامعية ، علم نفسه تسلق الجبال في Kolsås ، سلسلة جبال مشجرة في بلدية Bærum ، بالقرب من عاصمة النرويج، حيث نجح في تنفيذ أكثر من عشرين تسلقًا.
عاد زابفه إلى مدينة ترومسو في عام 1925، حيث عمل لفترة كرجل قانون ، في المنطقة المحيطة بهذه المدينة الإسكندنافية ، وبفضل العديد من المساهمات الأدبية والرسومات الفكاهية، أصبح عضواً بارزاً في مجتمع التسلق النرويجي.
وفي ثلاثينيات القرن العشرين ، سافر زابفه إلى أوسلو ، مع اهتمام شديد بدراسة الأدب المقارن. حفزته إعادة اكتشافه لأعمال هنريك إبسن في الدراما على الشروع في متابعة درجة الماجستير.
تزوج زابفه أول مرة في عام 1935 بامرأة تدعي «بريجلوت جونسون» ثم انفصل عنها سنة 1941 ؛ ثم في سنة 1952 تزوج بامرأة أخرى تدعي «بيريت كريستينسين» - «بيريت زابفه» فيما بعد - وظلت معه حتي توفي زابفه سنة 1990 ثم توفيت هي في عام 2008 ؛ ولم يقم زابفه بالإنجاب من أي من زوجتيه بناء علي موقفه المعادي للإنجاب. كانت تجمع صداقة بين بيتر زابفه وبين الكاتب والفيلسوف النرويجي آرني نايس وكان الاثنان رفيقين في تسلق الجبال كذلك.
نشر زابفه العديد من المقالات في مختلف المجلات والصحف، وفي سنة 1986، نشر كتابه الأخير، Hvordan jeg ble så flink («كيف أصبحت ذكيًا جدًا»). في العام التالي، 1987، حصل على جائزة Fritt Ord النرويجية («حرية التعبير»). كذلك كرمته مدينة ترومسو بتسمية أحد الجبال باسمه من بعده؛ توفي زابفه في 12 أكتوبر 1990 في مدينة أسكير النرويجية عن عمر ناهز التسعين عاماً.

## مقال المسيح الأخير
«المسيح الأخير» (بالإنجليزية: "The Last Messiah") (بالنرويجية: "Den sidste Messias")
هو مقال كتبه الفيلسوف النرويجي بيتر ڤيسل زابفه عام 1933. أحد أهم أعماله، يعد ملخصاً لأفكاره الخاصة والتي سيستخدمها كأعمدة من أجل تأليف كتابه فيما بعد «عن المأساوي» "Om det tragiske" في سنة 1941، وكذلك يحاول المقال إعادة تفسير أحد أفكار فريدريك نيتشه وهي فكرة «الإنسان الأعلى» "Übermensch".
ويُلخص مقال المسيح الأخير كما يلي:
يرى زابفه في مقاله المسيح الأخير أن الإنسان العاقل - الهوموسابينس - يمتلك وعيًا متطورًا زيادة عن اللازم وهو ما يميزه عن غيره من الكائنات الحية وهذا الوعي يوقع الإنسان في أشياء يحاول الهرب منها مثل القلق والاكتئاب والأزمات الوجودية، يتساءل زابفه: لماذا إذن لم ينقرض الجنس البشري منذ زمن بعيد في نوبات الجنون الكبيرة؟ لماذا لا يموت سوى عدد قليل نسبيًا من الأفراد لعجزهم عن تحمل وطأة الحياة لأن الوعي يمنحهم أكثر مما يحتملون؟ , ويرد علي نفسه بالإجابة قائلاً: يسمح لنا التاريخ الثقافي، وكذلك ملاحظتنا لأنفسنا والآخرين، بالإجابة التالية: يتعلم معظم البشر أن ينقذوا أنفسهم بطرق مصطنعة تقلل من محتوى وعيهم.
ويقول زابفه أن الإنسان منذ قديم الأزل وهو يستخدم أربعة أساليب دفاعية أو ميكانيزمات دفاعية كردود أفعال على هذه المفارقة البيولوجية - Biological Paradox وأيضا يستخدمها الإنسان من أجل تحجيم هذا الوعي ويقول أن كل إنسان يستخدم بعض هذه الأساليب أو كلها يوميا سواء بطريقة واعية أو غير واعية، فيقول بيتر زابفه في مقاله المسيح الأخير «كل الحياة التي نراها أمام أعيننا اليوم معجونة، من أعمق أعماقها حتى أظهر مظاهرها، بميكانيزمات الكبت الفردية والاجتماعية التي يمكننا أن نرصدها حتى في أدق أشكال الحياة اليومية. ورغم أنها تتخذ أشكالاً كثيرة ومتشعبة، يبدو أن بوسعنا أن نميز على الأقل أربعة أشكال رئيسية، تظهر بطبيعة الحال بكل التوليفات الممكنة، وهي: العزل والإرتساء والإلهاء والتسامي.» وهذه الميكانيزمات الدفاعية هي كالتالي:
1. العزل: هناك طريقتان لعزل الذات عن قسوة الوجود؛ العزل الجسدي وهو عندما تعزل نفسك جسديا في الأماكن التي تجد نفسك فيها أكثر راحة، وتحاول أن تتجنب جسدياً كل مكان يسبب عدم الراحة أو يسبب الإزعاج أو يسبب الضرر البدني أو النفسي. أما الطريقة الأخرى فهي العزل العقلي، من خلال قمع وكبت أي نوع من التخيلات المزعجة أو الذكريات الأليمة والمزعجة أو الأفكار المزعجة، يمكنك عزل نفسك وجعل العالم يبدو وكأنه مكان عادل وجيد؛ أبسط مثال علي العزل هو تجنب التفكير في الموت، الأمراض، التخيلات الجنسية إلخ، يقول بيتر زابفه في مقاله المسيح الأخير "وما أقصده بالعزل هنا هو الطرد التعسفي الكامل لكل الأفكار والمشاعر المزعجة والمدمرة التي تظهر في الوعي. (كما يقول ألبرت إنغستروم: «لا ينبغي للمرء أن يفكر، فهذا أمر مزعج.») يوجد مثال شديد الوضوح على ذلك، ويكاد يكون وحشيًا، بين بعض الأطباء، الذين لا يرون سوى الجانب التقني لمهنتهم حمايةً لأنفسهم. ويمكن أن ينحدر الأمر إلى بربرية صافية، كما يحدث بين البلطجية التافهين وطلبة الطب، حين يلجؤون إلى انتزاع أي حساسية تجاه الجانب المأساوي من الحياة بوسائل عنيفة (كلعب الكرة برؤوس الجثث وما شابه). في تفاعلات الحياة اليومية، يظهر العزل في الصمت المتبادل كاتفاق عام: بدايةً ناحية الأطفال، فنتجنب إخافتهم مباشرة وبلا داع من الحياة التي بدأوها للتو، ونتركهم ينعمون في أوهامهم إلى وقت يتحملون فيه التخلص منها. وفي المقابل، لا يقوم الأطفال بإزعاج الكبار بذكر الجنس أو الحمام أو الموت في وقت سابق لأوانه. وبين الكبار توجد قواعد «اللباقة»، وهي الآلية التي تتجلى حين يصرف رجال الشرطة رجلاً يبكي في الشارع".

1. الإرتساء: هو طريقتنا لمحاولة إيجاد نوع من نظام القيم أو مجموعة انتماء يمكننا أن نضع هويتنا عليها. مثل الدين والدولة والقدر والأصدقاء والزواج والعائلة والوظيفة والمدرسة - الجامعة إلي أخره من نقاط الإرتساء؛ إذن فإن نقاط الإرتساء التي نتبناها تبدو جوهرية وأساسية ولكن للأسف فإن نقاط الإرتساء لا تدوم إلى الأبد ولكن في أذهاننا نتعمد نسيان ذلك، فهي تساعدنا على بناء حوائط حول سوائل الوعي العشوائية ومحاولة تنظيمها وإزالة العشوائية منها، يضمن تركيز ومحافظة الإنسان الشديد على هذه القيم أن يشعر بأن حياته تتحرك وفق أهداف معينة وليست متحركة في الفراغ وبلا اتجاه. يقول بيتر زابفه في مقاله المسيح الأخير: "والمجتمع ينظر إلى نقاط الارتساء المفيدة له نظرة تعاطف، ويقدس من ‹ضحي بنفسه بالكامل› في سبيل نقطة ارتساءه (المصنع/القضية). فهو قد أقام حصنًا عظيمًا في وجه تحلل الحياة. كما أنه يلهم الآخرين من قوته عن طريق الإيحاء. يوجد ذلك أيضًا، في صورة وحشية وعن عمد، بين ‹المنحلين› من الرجال («ينبغي أن يتزوج الرجل في الوقت المناسب، وستأتي القيود من تلقاء نفسها»). هكذا يثبت الشخص ضرورة في حياته، معرضًا نفسه لشر بيّن من وجهة نظره، لكنه راحة للبال، وعاء كبير يحيط ببعض المعقولية حياة لا تفتأ تنزلق إلى الفجاجة". , ثم يقول زابفه في موضع أخر: "إننا نحب نقاط ارتسائنا لأنها تنقذنا، لكننا نكرهها أيضًا لأنها تقيد إحساسنا بالحرية. وكلما واتتنا القوة، نستمتع بدفن إحدى القيم الميتة في جنازة مهيبة. وهنا تكتسب الأشياء المادية معنى رمزيًا (النهج الراديكالي في الحياة). وعندما يتخلص المرء من نقاط ارتسائه الظاهرة له، ولا تبقى داخله سوى النقاط اللاواعية، حينها يسمي نفسه شخصية متحررة".
2. الإلهاء: المقصود بالإلهاء هو عندما «يحد المرء من الانتباه إلى الحدود الحرجة من خلال تجاذبه باستمرار مع الانطباعات التي تسبب التشتيت»؛ يركز الإلهاء كل طاقة المرء على مهمة ما أو فكرة ما لمنع العقل من الانقلاب على نفسه (Over Thinking) إن قدرتنا على تشتيت أذهاننا هي آلية دفاع قوية للغاية. إذا كنت تتساءل لماذا تشعر أحيانًا بالحاجة غير المخطط لها للجلوس لساعات كل يوم تفعل شيء مفيد أو غير مفيد يصرفك عن التفكير في الأمور الجادة والضغوط المستقبلية المحتملة، فهذا هو الإلهاء؛ غالبًا ما تجعلنا ضغوط الحياة نريد فقط أن نصرف تفكيرنا عنها قدر الإمكان. يقول بيتر زابفه في مقاله المسيح الأخير: "إن السعي إلى امتلاك السلع المادية (المال أو السلطة أو النفوذ) ليس دافعه الأكبر هو المتع المباشرة التي توفرها الثروة، فلا أحد يمكنه أن يجلس على أكثر من كرسي ولا أن يأكل أكثر من طاقته. وإنما تكمن قيمة الثروة بالنسبة للحياة في ثراء فرص الارتساء والإلهاء التي توفرها لمالكها؛ يتمثل جزءٌ كبير من مساوئ السجن في حرمان المسجون من معظم خيارات الإلهاء والإرتساء. , يقول زابفه في مقاله المسيح الأخير: هذه الحيلة واعية تماماً في الغالب. وستجد اليأس يمرح بالأسفل مباشرة ويندفع في دفقات، كما يحدث في نوبة بكاء مفاجئة. فحين تُستنفد كل خيارات الإلهاء، تحل الكآبة، بدءًا من اللامبالاة الخفيفة إلى الاكتئاب القاتل. والنساء، لكونهن في العموم أقل عرضة لأن يتملكهن التفكير ومن ثم فهن أكثر أمانًا في حياتهن من الرجال، يفضلن استخدام الإلهاء".
3. التسامي: التسامي هو رابع وأقل الأساليب الدفاعية استخداماً، ولكنه أيضا الأكثر منفعة وجمالا. بدلًا من قمع أي من متاعب وأحزان حياتك، واجهها! ، فمن خلال وصفها ومناقشتها والكتابة عنها والتفكير فيها يمكنك تقليصها بذلك. طريقة أخرى هي صنع شيء مبتكر من عناصرك. التسامي بحياتك الحقيقية هي طريقة تجعلك قادرا على التأقلم معها. التسامي هو تحويل المشاعر السلبية إلى أفعال إيجابية، وذلك يتضمن ممارسة الفنون والفلسفة والأدب، التسامي هو إعادة تركيز الطاقة بعيداً عن المنافذ السلبية، نحو المنافذ الإيجابية، يبتعد الأفراد عن أنفسهم وينظرون إلى وجودهم من وجهة نظر جمالية (مثل الكُتاب والشعراء والرسامين إلخ..). قد تكون هذه هي جذور ودوافع إبداع وإنجاز أي عمل فني (على الرغم من أنه من الواضح أن الكثير من الأعمال والمؤلفات الفنية مصنوعة لإلهائنا أيضًا). زابفه نفسه قال أن جهوده في إنجاز مؤلفاته الفلسفية والفنية هي مثال علي التسامي.

يقول بيتر زابفه في مقاله المسيح الأخير:
" أما العلاج الرابع للذعر، وهو «التسامي»، فهو يتعلق بإعادة التشكيل بدلاً من الكبت. فمن خلال المواهب الفنية والأسلوبية، يمكن أحيانًا تحويل وجع الحياة إلى خبرات قيمة؛ حيث تَشتبك الاندفاعاتُ الإيجابية مع الشر وتستغله لتحقيق أهدافها، مستندة إلى جوانبها التصويرية أو الدرامية أو الملحمية أو الغنائية أو حتى الكوميدية.
لكن ذلك الاستخدام لا يحدث على الأرجح، إلا إذا خفف الشخص لَسْعَة المعاناة القاسية بوسائل أخرى، أو لم يترك لها زمام السيطرة على العقل. (صورة: لن يستمتع متسلق الجبال برؤيته للهاوية إذا كان يختنق من الدوار؛ ولن يفعل إلا إذا تغلب على مشاعره نوعًا ما – أي نجح في أن «يرتسي» على شيء ما). لكي يكتب المرء عملاً تراجيديًا، فعليه أن يتخلص إلى حد ما من إحساسه الشخصي بالمأساة – أن يخونه – وينظر إليه من وجهة نظر خارجية، وجهة النظر الجمالية. وتختبئ هنا بالمناسبة فرصةٌ لجموح لا سقف له في اللعب مع المفارقات الساخرة، ينزلق للأسف إلى هوة جحيمية سحيقة. هنا يستطيع المرء أن يطارد أناهُ في ساحات كثيرة، مستمتعًا بقدرة طبقات الوعي المختلفة على تعرية بعضها البعض.
هذا المقال هو محاولة نموذجية للتسامي. فالمؤلف لا يعاني، بل هو يُدبّج الصفحاتِ وسوف يحظى بالنشر في صحيفة ".
ــــــــــــــــــــــــــــــــــــــــــــــــــــــــــــــــــــــــــــــــــــــــ
إذن وجهة نظر زابفه هي أن البشر يولدون بمهارة مفرطة التطور (وعي متطور زيادة عن اللزوم، استبصار داخلي عميق، معرفة ذاتية عميقة) لا يتشابه مع تصميم الوعي الذي صنعته الطبيعة مع باقي الكائنات ؛ إن الرغبة البشرية في التبرير في أمور مثل الحياة والموت لا يمكن إشباعها، وبالتالي فإن البشرية لديها احتياج معرفي لا يمكن ل الطبيعة أن تقوم بإشباعه ؛ المأساة - وفقًا لهذه النظرية - هي أن البشر يقضون كل وقتهم في محاولة ألا يكونوا بشرًا. لذلك فإن الطبيعة الإنسانية هي مفارقة - Paradox
إن وعي الإنسان الذاتي يشارك بفاعلية في عملية «قمع فائض الوعي المدمر»، لذلك يصف زابفه أربعة ميكانيزمات دفاعية رئيسية تستخدمها البشرية لتجنب مواجهة هذه المفارقة، يُشيّدها الإنسان ليحمي نفسه من الوعي الإنساني الذي وصفه زابفه على أنه “أكثر تطورًا مما ينبغي، وذلك التطور التراجيدي يُفـضي لا محالة إلى الكآبة والقلق الوجودي.
إن ذلك الوعي المتضارب المُبالغ فيه، مُجرد الوعي فقط، يعتدي على سلامنا النفسي، بحيث يدفعنا إلى الرد بمجموعةٍ من الوسائل والميكانيزمات الدفاعية التي أشرنا إليها بالأعلى التي هي وعلى حد تعبير زابفه «ضرورية للتأقلم الاجتماعي مع كل هذا الهراء الذي يسمونه صحةً نفسية وعقلية»؛ كذلك خَلُصَ زابفه إلى أنه «طالما استمر الجنس البشري بتهور في الوهم المشؤوم لكونه مقدراً بيولوجياً من أجل الانتصار، فلن يتغير شيء أساسي». ستصبح البشرية يائسة بشكل متزايد حتى وصول المسيح الأخير (ربما يشير زابفه هنا إلي نفسه)، «الرجل الذي تجرأ ، كأول شيء ، على تجريد روحه من ملابسها وتقديمها حية لأقصى فكرة عن النسب ، فكرة الموت. الذي أدرك الحياة وأرضها الكونية، وألمه هو ألم الأرض الجمعي»؛ يقارن زابفه مسيحه بـموسى النبي، لكنه يرفض في نهاية المطاف المبدأ الموجود في سفر التكوين في العهد القديم وهو «أثمروا وتكاثروا واملأوا الأرض ، وأخضعوها» بأن يقول في مقاله المسيح الأخير «اعرفوا أنفسكم - كونوا عقيمين ، ولتتركوا الأرض صامتة من بعدكم».
لذلك فإن زابفه يرفض الإنجاب مثل آرثر شوبنهاور وإميل سيوران وغيرهما من الفلاسفة اللا إنجابيين.

## مؤلفاته الفلسفية وغير الفلسفية
نشر زابفه العديد من الكتب وكذلك العديد من المقالات في مختلف المجلات والصحف، وفي سنة 1986، نشر كتابه الأخير، Hvordan jeg ble så flink («كيف أصبحت ذكيًا جدًا»). وفي العام التالي، 1987، حصل على جائزة Fritt Ord النرويجية («حرية التعبير»).
زابفه كان متسلق جبال ماهر وأخذ اهتماما مبكرا جدا بالبيئة؛ كان زابفه مؤلفا للعديد من القصص القصيرة المضحكة حول التسلق والمغامرات الأخرى في الطبيعة. بالإضافة إلى أن زابفه كان فناناً وله العديد من الرسومات، كما أنه قام بتأليف رواية مسرحية في عام 1951 باسم " The Prodigal Son " أو «الابن الضال» وهي تتحدث عن حياة يسوع المسيح ولكن من وجهة نظر مأساوية.

## روابط خارجية
- بيتر زابفه على موقع ديسكوغز (الإنجليزية)